# 拉沃韦达德托罗
拉沃韦达德托罗，是西班牙卡斯蒂利亚-莱昂萨莫拉省的一个市镇。 总面积60平方公里，总人口939人（2001年），人口密度16人/平方公里。